# Miami Sol
Miami Sol – kobiecy klub koszykarski z siedzibą w Miami, na Florydzie, występujący w lidze WNBA, w latach 2000–2002. Zespół został rozwiązany w 2002 roku z powodu problemów finansowych.
Nazwa klubu, sol jest hiszpańskim oraz portugalskim określeniem słońca.
Przez 3 lata istnienia zespołu jego trenerem był Ron Rothstein. W swoim inauguracyjnym sezonie drużyna uzyskała bilans 13–19, nie wystarczył on do awansu do fazy posezonowej. Podczas kolejnych rozgrywek został poprawiony na 20–12. Zawodniczki takie jak: Debbie Black, Jelena Baranowa, Sandy Brondello, Ruth Riley oraz Sheri Sam poprowadziły wtedy (2001) drużynę do rozgrywek play-off po raz pierwszy i jedyny w historii klubu. Zespół został wyeliminowany w pierwszej rundzie rozgrywek posezonowych przez New York Liberty, w trzech spotkaniach (1–2). W ostatnim sezonie swojego istnienia (2002) drużyna uzyskała rezultat 15-17 w trakcie rozgrywek fazy zasadniczej, nie uzyskując awansu do play-off.
Klub nie był zdolny do wypełnienia umowy organizacyjnej WNBA oraz zgromadzenia odpowiednich funduszy, w związku z powyższym został rozwiązany po zakończeniu rozgrywek w 2002 roku.
Jedna z byłych zawodniczek zespołu – Brazylijka Iziane Castro Marques występowała na późniejszym etapie swojej kariery zawodowej w polskim zespole Wisły Can-Pack Kraków, natomiast amerykanki – Ruth Riley i Betty Lennox w Lotosie Gdynia.

## Wyniki sezon po sezonie
| Sezon           | Zespół          | Konferencja     | Konferencja     | Sezon regularny | Sezon regularny | Sezon regularny | Rezultaty play-off                                |
| Sezon           | Zespół          | Konferencja     | Konferencja     | W               | P               | %               | Rezultaty play-off                                |
| --------------- | --------------- | --------------- | --------------- | --------------- | --------------- | --------------- | ------------------------------------------------- |
| Miami Sol       |                 |                 |                 |                 |                 |                 |                                                   |
| 2000            | 2000            | Wschodnia       | 6               | 13              | 19              | 40,6            | Brak kwalifikacji                                 |
| 2001            | 2001            | Wschodnia       | 3               | 20              | 12              | 62,5            | Przegrana – półfinały konferencji (New York, 1–2) |
| 2002            | 2002            | Wschodnia       | 6               | 15              | 17              | 46,9            | Brak kwalifikacji                                 |
| Sezon regularny | Sezon regularny | Sezon regularny | Sezon regularny | 48              | 48              | 50              | 0 mistrzostw konferencji                          |
| Play-off        | Play-off        | Play-off        | Play-off        | 1               | 2               | 33,3            | 0 mistrzostw WNBA                                 |

## Nagrody i wyróżnienia
Defensywna zawodniczka sezonu WNBA
- 2002 – Debbie Black

Uczestniczki meczu gwiazd WNBA
- 2001 – Jelena Baranowa
- 2002 – Sheri Sam

## Liderki statystyczne WNBA
| Przechwyty - 2001 – Debbie Black | Skuteczność rzutów wolnych - 2001 – Jelena Baranowa |

## Historyczne składy
2000
- Marlies Askamp, Debbie Black, Jamie Cassidy, Katrina Colleton, Milena Flores, Kisha Ford, Jameka Jones, Tanja Kostic, Sharon Manning, Shantia Owens, Kristen Rasmussen, Sheri Sam, Umeki Webb

2001
- Marlies Askamp, Jelena Baranowa, Debbie Black, Sandra Brondello, Marla Brumfield, Katrina Colleton, Kisha Ford, Kristen Rasmussen, Tracy Reid, Ruth Riley, Sheri Sam, Levys Torres

2002
- Marlies Askamp, Debbie Black, Sandra Brondello, Iziane Castro Marques, Claudia das Neves, Pollyanna Johns Kimbrough, Betty Lennox, Tamara Moore, Carolyn Moos, Vanessa Nygaard, Kristen Rasmussen, Ruth Riley, Sheri Sam, Trisha Stafford-Odom, Lindsey Yamasaki